# Cachoeira Casca d'Anta
A Cachoeira Casca D´Anta é a maior queda do rio São Francisco e se forma quando o Rio da Integração Nacional deixa o seu "berço" na serra da Canastra, em Minas Gerais.
Localizada em São José do Barreiro (MG), distrito que fica a 38 quilômetros de São Roque de Minas, é formada por 186 metros de queda d'água e está emoldurada em uma parede de rocha de cerda de 186 metros de altura.
Ela recebe esse nome por causa da planta Casca d'Anta que cresce por perto da cachoeira.
1. ↑  «Por que a árvore casca d'anta recebe esse nome? Botânica explica». SERRA DA CANASTRA - www.serradacanastra.com.br. Consultado em 21 de agosto de 2024